# Adelit
Adelit ist ein selten vorkommendes Mineral aus der Mineralklasse der „Phosphate, Arsenate und Vanadate“ mit der idealisierten chemischen Zusammensetzung CaMg(AsO4)(OH) oder in der kristallchemischen Strukturformelschreiweise nach Strunz CaMg[OH|AsO4]. Adelit ist damit chemisch gesehen ein Calcium-Magnesium-Arsenat mit zusätzlichen Hydroxidionen sowie das Arsenat-Analogon von Gottlobit (CaMg(VO4)(OH)).
Adelit kristallisiert im orthorhombischen Kristallsystem und entwickelt zwar gelegentlich tafelige, nach der a-Achse gestreckte Kristalle, findet sich aber meist in Form halbkugeliger, körniger oder massiger Mineral-Aggregate. Die Kristalle sind spröde, brechen uneben oder muschelig wie Glas und ihre Flächen weisen einen harzähnlichen Glanz auf. Mit einer Mohshärte von 5 gehört Adelit zu den mittelharten Mineralen, die sich ähnlich wie das Referenzmineral Apatit mit einem guten Messer noch ritzen lassen.
In reiner Form ist Adelit durchsichtig und farblos. Durch vielfache Lichtbrechung aufgrund von Gitterbaufehlern oder polykristalliner Ausbildung kann er aber auch weiß erscheinen und durch Verunreinigungen oder Ionenaustausch in der Verbindung eine graue, bläulichgraue bis gelblichgraue, gelbe, hellgrüne oder rosabraune bis braune Farbe annehmen, wobei die Transparenz entsprechend abnimmt.

## Etymologie und Geschichte
Benannt wurde Adelit nach dem griechischen Wort άδηλος [ˈaðilɔs] für verborgen, unbestimmt oder ungewiss (auch undeutlich) in Anlehnung an seine oft mangelhafte Transparenz.
Adelit wurde erstmals 1878 oder 1888 in der „Kittel Mine“ bei Nordmark in der schwedischen Gemeinde Filipstad entdeckt. Da allerdings für die Analyse des Minerals auch Material aus dem benachbarten Långban verwendet wurde, gilt auch dieser Ort als Typlokalität. Erstmals beschrieben wurde es 1891 durch Hjalmar Sjögren (1856–1922) zunächst auf Schwedisch und 1892 noch einmal auf Englisch.
Das Typmaterial (Holotyp) wird in der Abteilung für Mineralogie im Naturhistoriska riksmuseet in Stockholm, Schweden unter der Sammlungsnummer HS 6413 aufbewahrt.
Da der Adelit bereits lange vor der Gründung der International Mineralogical Association (IMA) bekannt und als eigenständige Mineralart anerkannt war, wurde dies von ihrer Commission on New Minerals, Nomenclature and Classification (CNMNC) übernommen und bezeichnet den Adelit als sogenanntes „grandfathered“ (G) Mineral. Die seit 2021 ebenfalls von der IMA/CNMNC anerkannte Kurzbezeichnung (auch Mineral-Symbol) von Adelit lautet „Ade“.

## Klassifikation
Bereits in der zuletzt 1977 überarbeiteten 8. Auflage der Mineralsystematik nach Strunz gehörte der Adelit zur Mineralklasse der „Phosphate, Arsenate und Vanadate“ und dort zur Abteilung „Wasserfreie Phosphate, Arsenate und Vanadate mit fremden Anionen“, wo er gemeinsam mit Austinit, Descloizit, Duftit, Gabrielsonit, Konichalcit, Mottramit, Pyrobelonit, Tangeit und Turanit in der „Descloizit-Reihe“ mit der Systemnummer VII/B.11b steht.
In der zuletzt 2018 überarbeiteten Lapis-Systematik nach Stefan Weiß, die formal auf der alten Systematik von Karl Hugo Strunz in der 8. Auflage basiert, erhielt das Mineral die System- und Mineralnummer VII/B.26-010. Dies entspricht ebenfalls der Abteilung „Wasserfreie Phosphate, mit fremden Anionen F,Cl,O,OH“, wo Adelit zusammen mit Austinit, Cobaltaustinit, Duftit, Gabrielsonit, Gottlobit, Hermannroseit, Konichalcit, Nickelaustinit und Tangeit die „Adelitgruppe“ mit der Systemnummer VII/B.26 bildet.
Auch die von der International Mineralogical Association (IMA) zuletzt 2009 aktualisierte 9. Auflage der Strunz’schen Mineralsystematik ordnet den Adelit in die Abteilung „Phosphate usw. mit zusätzlichen Anionen; ohne H2O“ ein. Hier ist das Mineral in der Unterabteilung „Mit mittelgroßen und meist großen Kationen; (OH usw.) : RO4 = 1 : 1“ zu finden, wo es zusammen mit Arsendescloizit, Austinit, Cobaltaustinit, Duftit, Gabrielsonit, Gottlobit, Konichalcit, Nickelaustinit und Tangeit die „Adelitgruppe“ mit der Systemnummer 8.BH.35 bildet.
In der vorwiegend im englischen Sprachraum gebräuchlichen Systematik der Minerale nach Dana hat Adelit die System- und Mineralnummer 41.05.01.01. Das entspricht ebenfalls der Klasse der „Phosphate, Arsenate und Vanadate“ und dort der Abteilung „Wasserfreie Phosphate etc., mit Hydroxyl oder Halogen“. Hier findet er sich innerhalb der Unterabteilung „Wasserfreie Phosphate etc., mit Hydroxyl oder Halogen mit (AB)2(XO4)Zq“ in der „Adelitgruppe“, in der auch Konichalcit, Austinit, Duftit-Beta, Gabrielsonit, Tangeit, Nickelaustinit, Cobaltaustinit, Arsendescloizit und Gottlobit eingeordnet sind.

## Chemismus
Die idealisierte (theoretische) Zusammensetzung von Adelit (CaMg(AsO4)(OH)) besteht aus 18,19 % Calcium (Ca), 11,03 % Magnesium (Mg), 34,01 % Arsen (As), 36,31 % Sauerstoff (O) und 0,46 % Wasserstoff (H). Bei der Analyse des Typmaterials aus Långban (Schweden) wurden zusätzlich geringfügige Beimengungen von Mangan, Blei, Chlor, Kupfer, Eisen und Aluminium sowie Spuren von Barium gemessen.

## Kristallstruktur
Adelit kristallisiert orthorhombisch in der Raumgruppe P212121 (Raumgruppen-Nr. 19) mit den Gitterparametern a = 7,52 Å, b = 8,89 Å und c = 5,85 Å sowie 4 Formeleinheiten pro Elementarzelle.
Die Kristallstruktur von Adelit besteht aus 6fach koordinierten Magnesium-Oktaedern, die über gemeinsam genutzte Kanten miteinander verbunden sind und Ketten parallel der c-Achse bilden. Diese Ketten bilden über eckenverknüpfte AsO4-Tetraeder ein Gerüst, in dessen Lücken die großen Kationen verteilt sind.
| Kristallstruktur von Adelit |
| - mit Blickrichtung parallel zur a-Achse - mit Blickrichtung parallel zur b-Achse - mit Blickrichtung parallel zur c-Achse - räumliche Darstellung in der kristallographischen Standardausrichtung - Polyedermodel der Adelitstruktur |
| Farbtabelle: _ Ca 0 _ Mg 0 _ As 0 _ O 0 _ H (_ P ersetzt als Fremdbeimengung teilweise As) |

## Bildung und Fundorte
Adelit bildet sich, in metamorphen Eisen-Mangan-Erzkörpern, wo er meist in einer vom Eisenerz getrennten Schicht zusammen mit Hausmannit und anderen Mangan-Erzen auftritt. Je nach Fundort kann Adelit auch mit weiteren Mineralen in Paragenese gefunden werden, wie unter anderem mit Arsenoklasit, Braunit, Hedyphan, Fredrikssonit und Sarkinit in Långban; Hausmannit, Magnetit und gediegen Kupfer in der „Kittel Mine“ sowie Allaktit, Alleghanyit, Baryt, Calcit, Chlorophoenicit, Franklinit, Hodgkinsonit, Johnbaumit, Kraisslit, Rhodochrosit, Sphalerit, Svabit, Willemit und Zinkit in Franklin bzw. Sterling Hill im US-Bundesstaat New Jersey.
Als seltene Mineralbildung konnte Adelit bisher nur an wenigen Fundorten nachgewiesen werden, von denen gelten bisher (Stand: 2011) etwa 10 als bekannt gelten können. Neben seinen Typlokalitäten „Kittel Mine“ und Långban fand sich das Mineral noch in der „Jakobsberg Mine“, der „Moss Mine“ und der „Harstigen Mine“, die alle in der Gemeinde Filipstad liegen.
In Deutschland trat das Mineral bei Sankt Andreasberg im niedersächsischen Harz und in der „Grube Glücksstern“ am Gottlob bei Friedrichroda in Thüringen und in den USA neben den bereits erwähnten Fundorten Franklin und Sterling Hill in New Jersey noch in der „Mercur Mine“ im Oquirrh-Gebirge in Utah zutage.